# Thielenbrücke
Die Thielenbrücke ist eine Straßenbrücke im Berliner Bezirk Friedrichshain-Kreuzberg an der Grenze zum Bezirk Neukölln. Sie führt bei Kilometer 9,23 über den Landwehrkanal und verbindet die Pannierstraße in Neukölln mit der Glogauer Straße in Kreuzberg. Die Brücke wurde in den Jahren 1915–1917 errichtet und steht heute unter Denkmalschutz. Der Name bezieht sich auf den preußischen Minister der öffentlichen Arbeiten Karl von Thielen.

## Vorgängerbau

Planausschnitt von 1909 mit der aus dem Straßenverlauf versetzten ursprünglichen hölzernen Thielenbrücke

Durch die Handelsgesellschaft F. U. Neubauer aus Magdeburg wurde im Jahr 1894 die erste Thielenbrücke errichtet. Es handelte sich um eine hölzerne Jochbrücke mit festem Überbau. Zweck der Brücke und ausschlaggebend für die private Investition war die Erschließung des Grundstücks der Handelsgesellschaft auf Neuköllner Gebiet von Berlin aus. Nach Fertigstellung und Zahlung einer Summe von 9000 Mark für Unterhaltung, Reinigung und Beleuchtung ging die Brücke vertragsgemäß an die Stadt Berlin über.
Die Holzbrücke war von vornherein als Provisorium angelegt. Um einer späteren endgültigen Brücke beim Bau nicht im Wege zu stehen, stand die Brücke östlich versetzt zum Straßenzug Pannierstraße - Glogauer Straße. Schon zur Eröffnung forderte der damalige Polizeipräsident, die Brücke spätestens nach zehn Jahren durch einen endgültigen Bau zu ersetzen.
Im Jahr 1899 erhielt die Große Berliner Straßenbahn die Erlaubnis eine Linie durch Glogauer und Pannierstraße und somit über die Thielenbrücke zur führen. Am 1. Oktober wurde die Straßenbahnlinie mit dem Linienkennzeichen „weiß/grün“, die im Jahr 1902 die Liniennummer 94 erhielt, über die Thielenbrücke in Betrieb genommen.
Nach 18 Jahren Nutzung der Holzbrücke war der Zustand so mangelhaft, dass trotz des Ersten Weltkriegs der Ersatzbau im Jahr 1915 in Angriff genommen werden musste.

## Heutige Brücke

1922 veröffentlichte Aufnahme der Thielenbrücke mit erkennbarer Straßenbahnoberleitung, aber noch ohne Beleuchtungs-Pylone

Der Neubau der Thielenbrücke war einer der letzten Brückenbauten, die unter der Aufsicht von Stadtbaurat Friedrich Krause erfolgten. Die konstruktiven Details wurden in seiner Verwaltung erarbeitet, nur für die künstlerische Ausgestaltung wurde der externe Architekt Otto Michaelsen beauftragt. Die Finanzierung des Neubaus wurde, obwohl komplett in Berlin gelegen, zu 50 % durch die damals noch selbstständige Stadt Neukölln getragen. Die Brücke wurde als Stahlbetonkonstruktion ausgeführt, die mit fränkischem Muschelkalk verblendet wurde. Die als Korbbogen gestaltete Brücke bot eine freie Durchfahrtshöhe für Schiffe auf dem Landwehrkanal von 3,0 m auf einer Breite von 10,0 m. Der Baubeginn war 1915, die Fertigstellung verzögerte sich kriegsbedingt bis 1917.
Bis in die 1920er Jahre verkehrte die Straßenbahnlinie 94 über die Brücke, danach bis zum Zweiten Weltkrieg die Straßenbahnlinie 12.
Als zum Ende des Zweiten Weltkriegs hin viele Brücken gesprengt wurden, um den Vormarsch der sowjetischen Truppen zu stoppen, blieb die Thielenbrücke verschont, obwohl die benachbarte Hobrechtbrücke „kurz und klein gesprengt“ wurde. Hierdurch erlangte die Thielenbrücke in der frühen Nachkriegszeit eine besondere Bedeutung. Nach der Wiederingangsetzung des Straßenbahnbetriebes fuhr erst die Linie 26 als Verbindung vom Neuköllner Zentrum in der Karl-Marx-Straße zum Görlitzer Bahnhof über die Thielenbrücke. Zum Ende der Straßenbahn in West-Berlin kam ab 1963 noch die Straßenbahnlinie 27E auf dieser Relation zum Einsatz. Die Straßenbahn über die Thielenbrücke wurde letztendlich am 1. Oktober 1964 durch die Omnibuslinie 75 ersetzt und bis heute fährt mit der MetroBus-Linie M29 eine wichtige Berliner Buslinie über die Thielenbrücke.
Im Rahmen der Veranstaltung 48 Stunden Neukölln des Jahres 2006 wurde die Brücke durch die Installation Pont Bleu / Pause Bleue der Künstlerin Susanne Kienbaum mit 1600 blauen Wasserflaschen illuminiert.
Seit 2010 besteht auf der Thielenbrücke eine Gewichtsbeschränkung für Fahrzeuge auf 18 Tonnen. Bauliche Maßnahmen sind nicht geplant. Der Berliner Senat plant die Straßenbahnstrecke vom Bahnhof Warschauer Straße zum Hermannplatz zu verlängern: Als günstigste Variante für die Verlängerung gilt die durch den Görlitzer Park querende Strecke, die anschließend auch die Thielenbrücke überqueren würde. War zunächst erwartet worden, dass die Brücke für die zusätzliche Last der Straßenbahnstrecke umgebaut oder verstärkt werden muss, wird inzwischen von einem Abriss und anschließendem Neubau ausgegangen.

## Belege
1. ↑  Durchfahrtshöhen und -breiten an Brücken im Bereich WSA Berlin (Memento des Originals vom 12. Juni 2018 im Internet Archive)  Info: Der Archivlink wurde automatisch eingesetzt und noch nicht geprüft. Bitte prüfe Original- und Archivlink gemäß Anleitung und entferne dann diesen Hinweis.
2. ↑  Eintrag zu Thielenbrücke (Obj.-Dok.-Nr. 09031154) in der Berliner Landesdenkmalliste mit weiteren Informationen
3. ↑  Berlin und seine Bauten. Band I: Ingenieurwesen. Wilhelm Ernst & Sohn, Berlin 1896, S. 161
4. 1 2 3 4  Vorlage für die Stadtverordnetenversammlung betreffend Erbauung einer Brücke über den Landwehrkanal als Ersatz für die Thielenbrücke vom 25. Februar 1915 inklusive Erläuterungsbericht.
5. ↑  Verwaltungs-Bericht des Magistrats zu Berlin für das Etatjahr 1899. Elektrische Niveaubahnen: Zustimmung zu einzelnen Projekten.
6. ↑  Wolfgang Kramer, Heinz Jung: Linienchronik der elektrischen Straßenbahn in Berlin bis 1945. Schriftenreihe des Arbeitskreises Berliner Nahverkehr, Band 3, Berlin, 1994, S. 225.
7. ↑  Eckhard Thiemann, Dieter Desczyk: Berliner Brücken / Gestaltung und Schmuck. Lukas Verlag, Berlin 2012, S. 179.
8. ↑  Berliner Verkehrsblätter, Heft 8/70, S. 174.
9. ↑  Susanne Kienbaum: ‚Pont Bleu – Pause Bleue‘
10. ↑  Marode Brücken in Berlin. (PDF; 100 kB) Antwort auf Schriftliche Anfrage im Berliner Abgeordnetenhaus vom 21. Februar 2017.
11. ↑  Peter Neumann: Von Friedrichshain nach Neukölln: Tram M10 soll durch den Görlitzer Park fahren. In: Berliner Zeitung, 13. April 2021.
12. ↑  Nicolas Šustr: BVG-Linie M10 in Berlin: Ost-West-Zank-Tram kommt voran. In: Neues Deutschland. 13. Juni 2024, abgerufen am 14. Juni 2024.